# Hendrik Nijsingh (1686-1754)

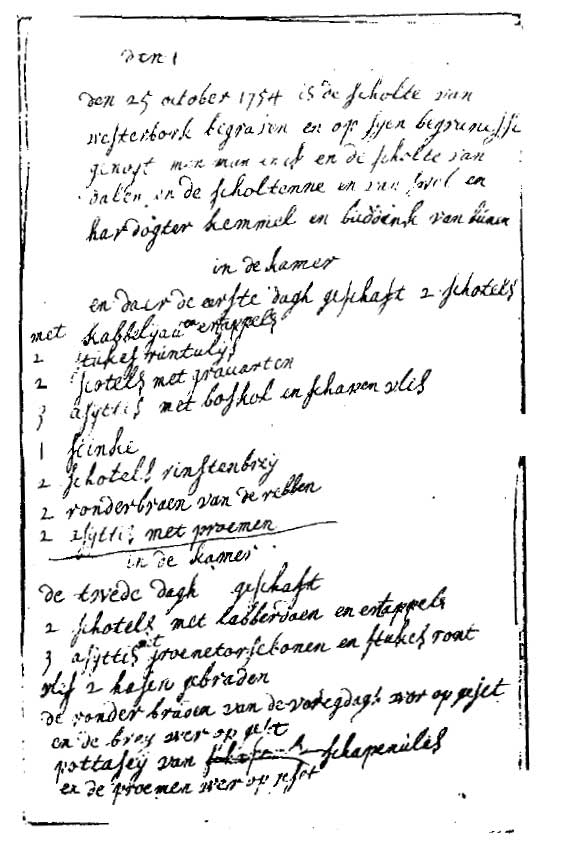
Menu van het begrafenismaal na de begrafenis van Hendrik Nijsingh in 1754, waarschijnlijk geschreven door zijn schoonzuster Harmanna Nijsingh, de vrouw van zijn broer Albert

Hendrik Nijsingh (Westerbork, 10 augustus 1686 -  aldaar, 17 oktober 1754, was een Nederlandse schulte.

## Leven en werk
Nijsingh was een zoon van de schulte van Westerbork Luytien Nijsingh en Maria Hendriksdr. ten Heuvel. Van vaderszijde waren al zijn voorvaders in rechte lijn schulte van Westerbork geweest. Zijn oudst bekende voorvader Luitge Nijsingh werd in 1566 door Eigenerfden en Ridderschap van Drenthe aangesteld tot schulte van Westerbork en in 1575 door Filips II.
Nijsingh was als eigenerfde ette voor het dingspel Middenveld. In 1706 werd hij, op 20-jarige leeftijd, benoemd tot schulte van Westerbork. Hij vervulde deze functie bijna vijftig jaar tot zijn overlijden in augustus 1754. Hij werd als schulte van Westerbork opgevolgd door zijn zoon Fredericus Nijsingh en na diens vertrek naar het leger in 1765, door zijn zoon Jan Tijmen Nijsingh. Zijn oudste zoon Lucas werd hoofdschulte van het Dieverderdingspel te Diever. Zoon Rudolf Willem werd schulte van de Wijk en zoon Harmannus Nysingh werd gedeputeerde van Drenthe.
Nijsingh trouwde op 17 juni 1720 te Westerbork met de uit Zwinderen afkomstige Aaltien Oldenhuis (1702-1773), dochter van Jan Tijmen Oldenhuis en Geessien Olde Eijtinge. Na het overlijden van haar jongste broer Lucas wordt voor de weduwe van schulte Nijsingh, A. Oldenhuis, uit de mandelige boedel, een nieuw huis in Zwinderen gebouwd.

## Begrafenismaal
Na de begrafenis van Nijsingh werd voor de begrafenisgasten op 25 en 26 oktober in het schultehuis van Westerbork een begrafenismaal aangericht. Op het menu stond onder meer kabeljauw, labberdaen (stokvis), aardappelen, grauwe erwten, boeskool (witte kool) met schapenvlees, schinke (ham), rijstebrij en pruimen (zie afbeelding).